# Međunarodni sajam trgovine (Dar es Salam)
Međunarodni sajam trgovine u Dar es Salamu (енгл. Dar es Salaam International Trade Fair — DITF), poznat i kao Saba Saba, održava se svake godine tokom juna ili jula na prostoru za sajmove nazvanom po tanzanijskom političaru i političkom teoretičaru Mvalimu Njerereu. Sajam se nalazi duž puta Kilva, osam kilometara jugoistočno od Dar es Salama u Tanzaniji. 
Međunarodni sajam trgovine u Dar es Salamu je veliki godišnji promotivni događaj koji organizuje Odbor za spoljnu trgovinu. Odbor je vladina institucija, koja je osnovana u skladu sa zakonom br. 5 iz 1978. godine, da bi predvodio izvozne poduhvate Tanzanije.

## Istorija
Sajmište koje je takođe poznato kao Mwl. J.K.Nyerere Trade Fair Grounds je svečano otvoreno 1962. godine, godinu dana nakon što je Tanzanija stekla nezavisnost 9. decembra 1961. godine. Sajam je tih godina bio pod Ministarstvom za trgovinu i zadruge, a događaj je prvobitno bio poznat kao Nacionalni poljoprivredni i trgovinski sajam (NATF). 
Prvi sajam trgovine je održan 1963. Organizovali su ga britanski ekspert iz Ministarstva za trgovinu i zadruge, uz asistenciju gospodina Mašambe koji je bio službenik ministarstva. 
Odbor za spoljnu trgovinu Tanzanije (BET) je posvećen uspostavljanju globalnog poslovnog partnerstva kroz organizovanje i upravljanje međunarodnim i specijalizovanim sajmovima, samostalnim izložbama, istraživanjem proizvoda i tržišta, razvojem potencijala, trgovinskim misijama, sastancima kupaca i prodavaca, i kontakt marketing programima. BET pruža redovne informacije o trgovini i nudi konsultantske usluge proizvođačima, izvoznicima i uvoznicima kako bi im omogućio da efikasno učestvuju na globalnom tržištu.

## Međinarodni sajam trgovine danas
Sajam u Dar es Salamu je tokom godina postao izlog za proizvode iz Tanzanije, kao i region istočne, centralne, i južne Afrike. Uz pomoć efikasne Dar es Salam luke, koju koristi čitav region, sajam služi kao centar za povezivanje sa zemljama kao što su Kenija, Uganda, Ruanda, Burundi, DR Kongo, Zambija, Malavi, Zimbabve i Botsvana. Sajam ima i pokroviteljstvo tanzanijske poslovne zajednice koja na njemu izlaže, i koristi ga kao forum za poslovnu razmenu. 
Učešće kompanija je u porastu, a od svega 100 kompanija koje su krajem osamdesetih učestvovale na ovom sajmu, 1999. godine je na sajmu bilo preko 1041 kompanija. U 2006. godini na sajmu je bilo ukupno 1526 izlagača iz preko 18 zemalja iz inostranstva.
Sajam danas podržava vlada preko Ministarstva industrije, trgovine i marketinga. Događaj podržavaju i Komora za trgovinu, industriju i poljoprivredu Tanzanije (TCCIA) i Konfederacija industrija Tanzanije (CTI), kao i druge institucije u zemlji. SabaSaba je sada najveća izložba u Africi i okuplja više od 3.500 domaćih kompanija, skoro 200 stranih kompanija, a 26 zemalja je učestvovalo na izložbi 2023. godine. 

## Profili izlagača
Vrste izlagača koje možemo videti na ovom sajmu su sledeći: 
- Poljoprivredni proizvodi - hrana i piće
- Tekstil, odeća i prediva
- Proizvedeni proizvodi
- Informacione i komunikacione tehnologije
- Građevinski materijal
- Automobili
- Pružaoci usluga transporta robe
- Pružaoci usluga prevoza putnika
- Električna roba i uređaji
- Poljoprivredna roba i uređaji
- Poljoprivredna oprema
- Hemikalije i kozmetika
- Drvo i nameštaj
- Trgovinske usluge
- Inžinjerski proizvodi
- Mašine
- Softver za kompjutere
- Pokloni i rukotvorine

## Zabrana izlaganja
- Oružje i municija
- Droge
- Politički i verski sadržaji

## Profili posetilaca
- Potrošači i trgovci
- Uvoznici
- Veletrgovci
- Agenti
- Poslovni rukovodioci
- Javnost
- VIP osobe